# ماريوس كرواتورو
ماريوس كرواتورو (بالرومانية: Marius Croitoru)‏ (2 أكتوبر 1980 بجورجيو في رومانيا - ) هو لاعب كرة قدم روماني في مركز الوسط. لعب مع إف كي أتيراو ونادي أسترا جورجو ونادي بوتوشاني ونادي بياترا نيامتس ونادي ستيوا بوخارست ونادي فاسلوي ونادي ستيوا بوخارست الثاني ‏ وFCM Bacău ‏ وبولي تيميشوارا ‏ وبوليتنيكا ياشي.

## روابط خارجية
- ماريوس كرواتورو على موقع قاعدة بيانات كرة القدم.إي يو (الإنجليزية)
- ماريوس كرواتورو على موقع Soccerway.com (الإنجليزية)
- ماريوس كرواتورو على موقع عالم كرة القدم.نت (الإنجليزية)